# Penthetria gansuensis
Penthetria gansuensis är en tvåvingeart som beskrevs av Yang och Guang Yu Luo 1989. Penthetria gansuensis ingår i släktet Penthetria och familjen hårmyggor. Inga underarter finns listade i Catalogue of Life.